# 쇼넌 맥과이어
쇼넌 맥과이어(영어: Seanan McGuire, 1978년 1월 5일 ~ )는 미국의 판타지·SF 소설가이다. 좀비물을 쓸 때 쓰는 필명 미라 그랜트(Mira Grant)로도 알려져 있다.